# Festival international du film de femmes de Salé 2019
Le Festival international du film de femmes de Salé 2019, 13e édition du festival, se déroule du 16 au 21 septembre 2019.

## Déroulement et faits marquants
Le 21 septembre 2019, le palmarès est dévoilé : le film autrichien Der Boden unter den Füßen de Marie Kreutzer remporte le Grand Prix; les films macédonien Dieu existe, son nom est Petrunya (Gospod postoi, imeto i' e Petrunija) de Teona Strugar Mitevska et grec Her job de Nikos Labôt remportent le prix du jury.

## Jury
- Marion Hänsel (présidente du jury), réalisatrice et productrice
- Chantal Richard, réalisatrice, scénariste et actrice
- Fatou Kiné Sène, critique
- Dina El Sherbiny, actrice
- Amal Ayouch, actrice
- Fleur Knopperts, productrice
- Sonia Chamkhi, réalisatrice, écrivaine

## Sélection

### En compétition officielle
- A Colony de Geneviève Dulude-De Celles  Canada
- Ceniza Negra de Sofía Quirós Ubeda  Costa Rica  Argentine  Chili  France
- Her job de Nikos Labôt  Grèce  France  Serbie
- Jessica Forever de Caroline Poggi et Jonathan Vinel  France
- Der Boden unter den Füßen de Marie Kreutzer  Autriche
- A First Farewell de Lina Wong  Chine
- Le Voyage de Marta (Staff Only) de Neus Ballús  Espagne  France
- Dieu existe, son nom est Petrunya (Gospod postoi, imeto i' e Petrunija) de Teona Strugar Mitevska  Macédoine du Nord
- Les coups du destin de Mohammed Lyounsi  Maroc
- Take Me Somewhere Nice de Ena Sendijarević  Bosnie-Herzégovine
- Crystal Swan de Darya Zhuk  Biélorussie
- Le Mariage de Verida de Michela Occhipinti  Italie

### Documentaires
- In search de Beryl Magoko  Allemagne
- Le Loup d’or de Balolé de Chloé Aïcha Boro  Burkina Faso  France
- Off sides de Rozálie Kohoutová et Tomáš Bojar  République tchèque
- Tiny souls de Dina Naser  Jordanie
- Xalko de Hind Benchekroun et Sami Mermer  Canada

## Palmarès

### En compétition officielle
- Grand prix : Der Boden unter den Füßen de Marie Kreutzer
- Prix du jury : Der Boden unter den Füßen de Marie Kreutzer
- Prix du scénario : Der Boden unter den Füßen de Marie Kreutzer
- Prix « Her film » de l'UNESCO : (ex æquo) Dieu existe, son nom est Petrunya de Teona Strugar Mitevska et Her job de Nikos Labôt
- Meilleure interprétation féminine : Zorica Nusheva dans Dieu existe, son nom est Petrunya
- Meilleure interprétation masculine : Isa Yasan, Kalbinur Rahmati, Alinaz Rahmati, Moosa Yasan dans A First Farewell
- Mention Coup de cœur : Ceniza Negra de Sofía Quirós Ubeda

### Documentaires
- Grand prix: In Search de Beryl Magoko
- Mention spéciale: Xalko de Hind Benchekroun et Sami Mermer